# 荣字1644部队
荣字1644部队（日语：栄1644部隊），又称多摩部队，:310–311，对外称中支那防疫给水部，是日本防疫给水部控制下的一支生化部队，于1939年设立于日占南京。:307直属于陆军参谋本部第九所登户技术研究所，部队本部设在南京市中山东路中央医院内，细菌武器研究所设在中央医院大楼后中央卫生实验所大楼内，细菌武器制造工厂则设在九华山原兵营靶场中。部队分三科，一科承担生物化学武器和细菌武器的研究和制作，二科负责部队的武器材料管理和经营食堂，三科负责制造疫苗。另外在上海、苏州、常州、杭州、九江、南昌、安庆、汉口等地设立12个分部，雇佣1,500多人。:307战争结束时，剩余的实验对象被杀害时，中山东路的建筑爆破销毁，员工被遣散。:148其负责人佐藤俊二在审判中承认，在第二次世界大战期间，该部队参与了大规模生产致命细菌，并在日军军事行动中直接参与了对中国军民使用细菌武器。:73

## 名称由来
据曾在该卫生部队的爱新觉罗·宪均（爱新觉罗·善耆第十二子）的审讯笔供交代，之所以命名做1644，是为纪念历史上满清在1644年入关侵占大明，其中的名字隐含了日本人希望能象当年的满清一样，可以顺利占领中国疆域的愿望。

## 人体实验
尽管佐藤俊二在证词中称，荣字1644部队没有进行人体实验，:311一名匿名研究人员声称自己曾隶属于荣字1644部队，他说该部队经常进行人体活体解剖，还让人感染霍乱、斑疹伤寒和鼠疫。:75,150–152
荣字1644部队的人体实验是在该设施的四楼进行的，对荣字1644部队的大多数人来说，四楼是禁区。据报道，只有少数工作人员参与了荣字1644部队的生物武器人体实验，如该部队的医生和高级技术人员。:143每周有十到二十人接触毒药、病菌和各种毒气，每周约有十人在作为试验品后被毒气、注射或枪击杀死。:148一名驻扎在该单位的士兵作证说，普通士兵不得进入二楼以外的地方，也不知道那里正在进行人体实验，但他们知道有这样的传言。这名士兵听说他们是被关押在四楼的囚犯，并被一名军官告知：“四楼有一个木材仓库，不要上二楼以上的地方。你懂的。”日军中有单位将人体试验品和尸体称为“原木”（日语：／ maruta）并将其焚化，因此该名士兵更加确信他们所处大楼内的情形。
据历史学家谢尔顿·H·哈里斯，关在大楼三楼的一般有20到30人，多的时候达到100人，大多是中國戰俘與抗日分子。这些被关押者中，没有人活着离开建筑。荣字1644部队在南京的六年内，通过人体实验至少杀害1,200人。
1998年8月，南京一处建筑工地施工过程中挖出41个人头骨和大量肢骨，且现场因有浓硫酸散发刺鼻气味。颅骨、肢骨以及同部位的骨骼被装在长约1米、宽约0.3米的简易木盒子或蒲包中，颜色发黑。随后，建筑施工现场被封闭覆盖，南京市公安局刑事科学技术研究所、第二军医大学和中国人民解放军军事医学科学院的专家赶往现场，提取土壤、水、骨骼等样本：尸体为非正常死亡，埋藏于60年前；尸体头颅上皮革状帽带显示为中国军人遗物；埋尸地点位于原中央医院旧址内，即曾经的荣字1644部队总部；化验样本检测出霍乱弧菌肠毒素基因。故而鉴定为死于细菌实验的中国人。1998年8月18至19日，南京北京东路南京军区空军司令部北大门亦陆续发现骸骨，也被初步认定为细菌战受害者遗骸。

## 生化武器
1949年，1644部队第四任部队长佐藤俊二在法庭上供认，该部队部队曾大量制造细菌武器。佐藤俊二作证说，他在担任荣字1644部队队长期间，设计并大规模生产细菌武器。为此，南京荣字1644部队配备了大容量设备和细菌学专家，并大规模生产致命细菌，每年培训约300名细菌学家以参与细菌战。:32–33,73每个生产周期的细菌物质产量为10公斤。:3081945年11月与上海国防医学院一同接收荣字1644部队的南京大学生物系教授朱洪文回忆指：“仅就日寇所余的一批铝质细菌培养箱，就足以制造灭绝人性的细菌武器3万万毫升。”
1942年8月下旬，荣字1644部队参加了对玉山、金华和福清的中国军民的生化武器袭击。日军证词显示，细菌武器被放置于地面上，污染土壤，中国军队进入污染区后便会遭到细菌武器的袭击。:24–25荣字1644部队制造了攻击期间使用的霍乱和鼠疫毒株，鼠疫通过跳蚤传播，用来传播鼠疫的跳蚤也是由荣字1644部队参提供。其他病菌则是通过污染水库、水井、河流等传播的。:261,309细菌战波及浙赣铁路沿线的大部分村庄，预计伤亡人数至少在50万以上，成为世界上规模最大、地域最广、伤亡人数最多的细菌战。
1942年10月，荣字1644部队在浙江义乌崇山村投放鼠疫，以实施细菌战，两个月内全村1,200余人有408人死亡。1644部队带了86联队的护卫兵和22师团及86联队军医部的人员到村中搜索毒株，进行尸体和活人体解剖，并烧毁村庄。此外，一名曾参加过荣字1644部队的日本人承认，日本人在1942年浙江生物武器袭击中同样遭受了重大灾难，他说他看到的文件称防疫给水部有1,700人丧生，但他承认日本人经常淡化自己的伤亡人数，因此实际死亡人数更高。

## 战后调查

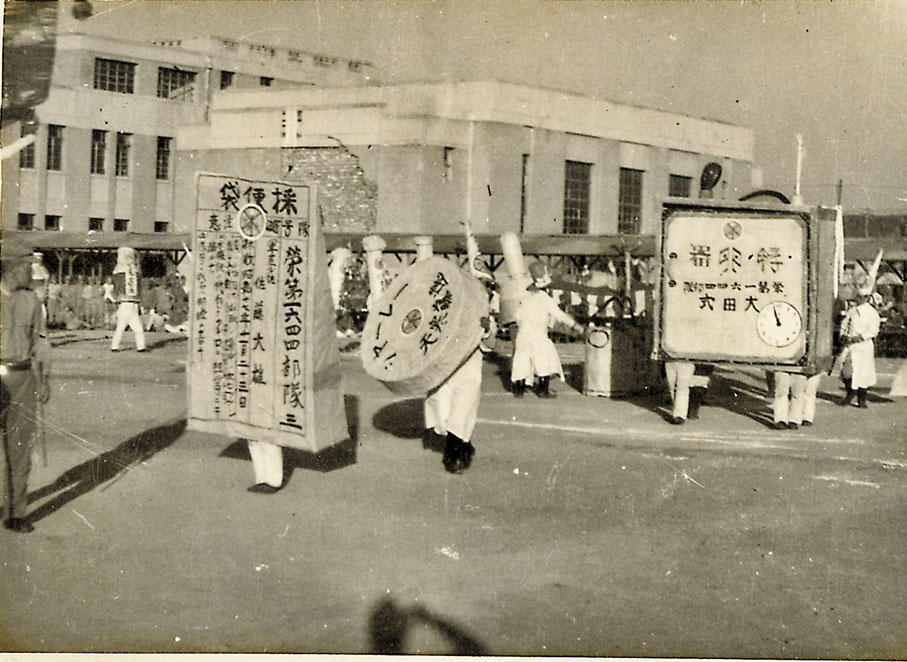
日本爱知县圆光寺住持大东仁捐赠的荣字1644部队相关照片

1946年8月29日，美国法官沙顿在远东国际军事法庭上宣读《首都地方法院检察处奉令调查敌人罪行报告书》：“敌多摩部队将我被俘虏之人民，引至医药试验室，将各种有毒细菌注射于其体内，观其变化，该部为最秘密之机构，其因此而死亡之确数，无由探悉。”法庭主席请求提供更多证据，但被沙顿拒绝，此后并未提及过日军在中国使用细菌武器、开展活人人体实验的罪行。中国国家记忆与国际和平研究院专家、南京大学历史学院院长张生指出，人体实验的罪行都在美国的庇护下大多逃脱了审判。荣字1644部队司令则在苏联伯力遭受审判。
日本士兵石田甚太郎负责关押实验战俘，战后拒绝领取日本政府津贴。1993年，石田甚太郎告知外甥女水谷尚子当年在南京展开细菌实验之事，并委托其公诸于众，为此整理出《让历史事实公之于世——曾在1644部队服务的美术兵石田甚太郎的证词》一文在1995年11月29日在上海《文汇报》刊出。1996年7月31日，23名日本民间人士组成的日军细菌战情况调查团抵达南京，为荣字1644部队实施细菌战的情况进行调查取证。3名荣字1644部队的老兵在南京中山东路305号南京军区南京总医院指认当年情形，指出1644部队总部便在此地。深野利雄称自己当年就是在楼中进行传染病的化验。水谷尚子在南京将石田甚太郎当年在荣字1644部队使用过的4件物品作为证据捐赠给中方。
1997年11月起，180名浙江、湖南两省日军细菌战受害者及其遗属向日本政府提出伤害损失赔偿诉讼，要求日本政府道歉，日本法庭承认细菌战的事实，但因为年代久远等理由驳回上诉。2005年起，日本爱知县圆光寺住持大东仁（日语：大東 仁）先后收集并向侵华日军南京大屠杀遇难同胞纪念馆捐赠有荣第1644部队相关照片等史料。截至2015年，荣字1644部队细菌实验遗骨被列为可移动文物。2023年，在日本国立公文书馆首次发现存有南京1644部队将校名簿。